# Philadelphia Cycling Classic 2016
La 4e édition de la Philadelphia Cycling Classic a lieu le 5 juin 2016. C'est la neuvième épreuve de l'UCI World Tour féminin 2016. Elle est remportée par l'Américaine Megan Guarnier.

## Équipes
L'épreuve invite dix-sept équipes UCI, une amateur et une sélection nationale.
| Équipes féminines professionnelles (17)- Alé Cipollini - Astana Women's - BePink - Boels Dolmans - BTC City Ljubljana - Canyon-SRAM Racing - Cylance - Parkhotel Valkenburg - Rally - Tibco-Silicon Valley Bank - Twenty16-Ridebiker - UnitedHealthcare - Wiggle High5 - Colavita-Bianchi - Visit Dallas DNA - Weber Shimano Ladies Power - Hagens Berman-Supermint Équipe nationale- Colombie Équipe féminine amateur- Conade Visit Mexico |
| |

## Récit de la course
La première échappée part dans le premier des six tours de circuit. Elle comprend : Lauren Stephens, Anna Trevisi et Mieke Kröger. Cette dernière est distancée dans la première ascension du mur de Manayunk. Au même moment, Mara Abbott parvient à rejoindre le groupe. Breanne Nalder tente de faire de même un tour plus tard, sans succès. Lindsay Bayer l'imite ensuite. Stephens et Abbott sont reprises dans la quatrième ascension du mur de Manayunk. Dans l'avant derrière montée, un groupe de leader se détache mais personne ne semble décidée à rouler. Allie Dragoo part seule. Dans la descente de Lomon Hill, Lauren Stephens, Tiffany Cromwell et Katie Hall la rejoignent. Mais ils sont ensuite repris par le peloton. Jessica Parra contre, suivie par Amber Neben. Cependant le peloton est très rapide et le sprint en côte inévitable. Le pied de l'ascension est attaquée à grande vitesse. Karol-Ann Canuel emmène Megan Guarnier qui se trouve seule à mener encore loin de la ligne. Elisa Longo Borghini et Alena Amialiusik sont les seules à parvenir à suivre dans un premier temps avant de devoir céder face à la championne américaine à environ cent cinquante mètres de l'arrivée.

## Classement final
| Classement final | Classement final        | Classement final | Classement final   | Classement final   |
|                  | Coureur                 | Pays             | Équipe             | Temps              |
| ---------------- | ----------------------- | ---------------- | ------------------ | ------------------ |
| 1er              | Megan Guarnier          | États-Unis       | Boels Dolmans      | en 2 h 59 min 22 s |
| 2e               | Elisa Longo Borghini    | Italie           | Wiggle High5       | + 3 s              |
| 3e               | Alena Amialiusik        | Biélorussie      | Canyon-SRAM Racing | + 3 s              |
| 4e               | Evelyn Stevens          | États-Unis       | Boels Dolmans      | + 9 s              |
| 5e               | Brianna Walle           | États-Unis       | Tibco-SVB          | + 11 s             |
| 6e               | Heather Fischer         | États-Unis       | Rally              | + 11 s             |
| 7e               | Danielle King           | Royaume-Uni      | Wiggle High5       | + 13 s             |
| 8e               | Elena Cecchini          | Italie           | Canyon-SRAM Racing | + 14 s             |
| 9e               | Kristabel Doebel-Hickok | États-Unis       | Cylance            | + 14 s             |
| 10e              | Alison Jackson          | États-Unis       | TWENTY16–Ridebiker | + 16 s             |
| modifier         |                         |                  |                    |                    |

### UCI World Tour
| Position           | 1er | 2e  | 3e | 4e | 5e | 6e | 7e | 8e | 9e | 10e | 11e | 12e | 13e | 14e | 15e | 16e | 17e | 18e | 19e | 20e |
| Classement général | 120 | 100 | 85 | 70 | 60 | 50 | 40 | 35 | 30 | 25  | 20  | 18  | 16  | 14  | 12  | 10  | 8   | 6   | 4   | 2   |

## Liste des participantes
| Légende | Légende                                                                       | Légende | Légende                                                    |
| ------- | ----------------------------------------------------------------------------- | ------- | ---------------------------------------------------------- |
| Num     | Dossard de départ porté par le coureur sur cette Philadelphia Cycling Classic | Pos     | Position à l'arrivée de la course                          |
|         | Indique un maillot de champion national ou mondial, suivi de sa spécialité    | NP      | Indique un coureur qui n'a pas pris le départ de la course |
| AB      | Indique un coureur qui n'a pas terminé la course                              | HD      | Indique un coureur qui a terminé la course hors des délais |

| Wiggle High5 WHT                    | Wiggle High5 WHT           | Wiggle High5 WHT |
| ----------------------------------- | -------------------------- | ---------------- |
| Num                                 | Coureur                    | Pos              |
| 1                                   | Elisa Longo Borghini (ITA) | 2e               |
| 2                                   | Mara Abbott (USA)          | 71e              |
| 3                                   | Audrey Cordon (FRA)        | 20e              |
| 4                                   | Danielle King (GBR)        | 7e               |
| Directeur sportif : Egon van Kessel |                            |                  |

| Canyon-SRAM Racing LPR          | Canyon-SRAM Racing LPR         | Canyon-SRAM Racing LPR |
| ------------------------------- | ------------------------------ | ---------------------- |
| Num                             | Coureur                        | Pos                    |
| 11                              | Alena Amialiusik (BLR) (route) | 3e                     |
| 12                              | Elena Cecchini (ITA) (route)   | 8e                     |
| 13                              | Mieke Kröger (GER)             | 83e                    |
| 14                              | Hannah Barnes (GBR)            | 65e                    |
| 15                              | Alexis Ryan (USA )             | 67e                    |
| 16                              | Tiffany Cromwell (AUS )        | 35e                    |
| Directeur sportif : Ronny Lauke |                                |                        |

| UnitedHealthcare Women's UHC    | UnitedHealthcare Women's UHC | UnitedHealthcare Women's UHC |
| ------------------------------- | ---------------------------- | ---------------------------- |
| Num                             | Coureur                      | Pos                          |
| 21                              | Coryn Rivera (USA )          | 13e                          |
| 22                              | Diana Peñuela (COL)          | 23e                          |
| 23                              | Lauren Tamayo (USA )         | 66e                          |
| 24                              | Iris Slappendel (NED)        | 64e                          |
| 25                              | Abigail Mickey (USA)         | 73e                          |
| 26                              | Katie Hall (USA)             | 14e                          |
| Directeur sportif : Rachel Heal |                              |                              |

| Boels Dolmans DLT                 | Boels Dolmans DLT            | Boels Dolmans DLT |
| --------------------------------- | ---------------------------- | ----------------- |
| Num                               | Coureur                      | Pos               |
| 31                                | Evelyn Stevens (USA)         | 4e                |
| 32                                | Megan Guarnier (USA) (route) | 1re               |
| 33                                | Karol-Ann Canuel (CAN)       | 46e               |
| 34                                | Katarzyna Pawłowska (POL)    | 30e               |
| Directeur sportif : William Crane |                              |                   |

| BTC City Ljubljana BTC           | BTC City Ljubljana BTC        | BTC City Ljubljana BTC |
| -------------------------------- | ----------------------------- | ---------------------- |
| Num                              | Coureur                       | Pos                    |
| 41                               | Eugenia Bujak (POL) (route)   | 12e                    |
| 42                               | Polona Batagelj (SLO) (route) | 29e                    |
| 43                               | Jelena Eric (SRB)             | 84e                    |
| 44                               | Spela Kern (SLO)              | 41e                    |
| Directeur sportif : Milosz Bujak |                               |                        |

| Tibco-SVB TIB                     | Tibco-SVB TIB            | Tibco-SVB TIB |
| --------------------------------- | ------------------------ | ------------- |
| Num                               | Coureur                  | Pos           |
| 51                                | Kathrin Hammes (USA)     | 52e           |
| 52                                | Kendall Ryan (USA)       | 68e           |
| 53                                | Lauren Hall (USA)        | 63e           |
| 54                                | Joanne Kiesanowski (NZL) | 26e           |
| 55                                | Lauren Stephens (USA)    | 60e           |
| 56                                | Brianna Walle (USA)      | 5e            |
| Directeur sportif : Edward Beamon |                          |               |

| Weber Shimano SLP                     | Weber Shimano SLP                | Weber Shimano SLP |
| ------------------------------------- | -------------------------------- | ----------------- |
| Num                                   | Coureur                          | Pos               |
| 61                                    | Jessenia Meneses (COL)           | 22e               |
| 62                                    | Rocio Parrado (COL)              | AB                |
| 63                                    | Luciene Ferreira Da Silva (BRA)  | 79e               |
| 64                                    | Caterin Elisabeth Previley (ARG) | 59e               |
| 65                                    | Maria Fadiga (ARG)               | 81e               |
| Directeur sportif : Veronica Martinez |                                  |                   |

| Twenty16-Ridebiker T16          | Twenty16-Ridebiker T16      | Twenty16-Ridebiker T16 |
| ------------------------------- | --------------------------- | ---------------------- |
| Num                             | Coureur                     | Pos                    |
| 71                              | Alison Jackson (CAN)        | 10e                    |
| 72                              | Holly Breck (USA)           | 80e                    |
| 73                              | Allie Dragoo (USA)          | 43e                    |
| 74                              | Sofia Arreola Navarro (MEX) | 27e                    |
| 75                              | Leah Thomas (USA)           | 54e                    |
| 76                              | Janelle Cole (USA)          | 19e                    |
| Directeur sportif : Mari Holden |                             |                        |

| Alé Cipollini ALE                        | Alé Cipollini ALE         | Alé Cipollini ALE |
| ---------------------------------------- | ------------------------- | ----------------- |
| Num                                      | Coureur                   | Pos               |
| 81                                       | Dalia Muccioli (ITA)      | 38e               |
| 82                                       | Anna Trevisi (ITA)        | 86e               |
| 83                                       | Ane Santesteban (ESP)     | 57e               |
| 84                                       | Marta Bastianelli (ITA)   | 85e               |
| 85                                       | Małgorzata Jasińska (POL) | 21e               |
| 86                                       | Marta Tagliaferro (ITA)   | AB                |
| Directeur sportif : Fortunato Lacquaniti |                           |                   |

| Cylance CPC                        | Cylance CPC                   | Cylance CPC |
| ---------------------------------- | ----------------------------- | ----------- |
| Num                                | Coureur                       | Pos         |
| 91                                 | Kristabel Doebel-Hickok (USA) | 9e          |
| 92                                 | Alison Tetrick (USA)          | 72e         |
| 93                                 | Valentina Scandolara (ITA )   | ?           |
| 94                                 | Rossella Ratto (ITA )         | 32e         |
| 95                                 | Erica Zaveta (USA)            | AB          |
| Directeur sportif : Manel Lacambra |                               |             |

| Bepink BPK                      | Bepink BPK              | Bepink BPK |
| ------------------------------- | ----------------------- | ---------- |
| Num                             | Coureur                 | Pos        |
| 101                             | Amber Neben (USA)       | 39e        |
| 102                             | Silvia Valsecchi (ITA)  | AB         |
| 103                             | Lex Albrecht (CAN)      | 24e        |
| 104                             | Ilaria Sanguineti (ITA) | 33e        |
| 105                             | Francesca Pattaro (ITA) | 48e        |
| 106                             | Lenore Pipes (GUM)      | 62e        |
| Directeur sportif : Walter Zini |                         |            |

| Parkhotel Valkenburg PHV     | Parkhotel Valkenburg PHV   | Parkhotel Valkenburg PHV |
| ---------------------------- | -------------------------- | ------------------------ |
| Num                          | Coureur                    | Pos                      |
| 111                          | Sophie de Boer (NED)       | 31e                      |
| 112                          | Natalie van Gogh (NED)     | AB                       |
| 113                          | Anna Knauer (GER)          | AB                       |
| 114                          | Jermaine Post (NED)        | 69e                      |
| 115                          | Pauliena Rooijakkers (NED) | 36e                      |
| 116                          | Chanella Stougje (NED)     | 17e                      |
| Directeur sportif : Jos Mooy |                            |                          |

| Hagens Berman-Supermint HBS          | Hagens Berman-Supermint HBS | Hagens Berman-Supermint HBS |
| ------------------------------------ | --------------------------- | --------------------------- |
| Num                                  | Coureur                     | Pos                         |
| 121                                  | Scotti Lechuga (USA)        | 15e                         |
| 122                                  | Lindsay Bayer (USA)         | 58e                         |
| 123                                  | Eri Yonamine (JPN)          | 11e                         |
| 124                                  | Jessica Uebelhart (SUI)     | 82e                         |
| 125                                  | Megan Alderete (USA)        | 61e                         |
| 126                                  | Julie Kuliecza (USA)        | 87e                         |
| Directeur sportif : Jonathan Coulter |                             |                             |

| Colavita Bianchi CVB           | Colavita Bianchi CVB      | Colavita Bianchi CVB |
| ------------------------------ | ------------------------- | -------------------- |
| Num                            | Coureur                   | Pos                  |
| 131                            | Jessica Cutler (USA)      | 47e                  |
| 132                            | Elizabeth Hernandez (USA) | 55e                  |
| 133                            | Gretchen Stumhofer (USA)  | 76e                  |
| 134                            | Emma Grant (USA)          | 25e                  |
| 135                            | Whitney Allison (USA)     | 53e                  |
| 136                            | Katie Donovan (USA)       | 70e                  |
| Directeur sportif : Mary Zider |                           |                      |

| Rally RLW                            | Rally RLW                    | Rally RLW |
| ------------------------------------ | ---------------------------- | --------- |
| Num                                  | Coureur                      | Pos       |
| 141                                  | Heather Fischer (USA)        | 6e        |
| 142                                  | Hannah Ross (USA)            | 28e       |
| 143                                  | Jessica Corrin Prinner (USA) | 18e       |
| 144                                  | Emma White (USA)             | 77e       |
| 145                                  | Katherine Maine (CAN)        | 50e       |
| 146                                  | Sara Poidevin (CAN)          | 37e       |
| Directeur sportif : Jonathan McCarty |                              |           |

| Visit Dallas DNA                 | Visit Dallas DNA          | Visit Dallas DNA |
| -------------------------------- | ------------------------- | ---------------- |
| Num                              | Coureur                   | Pos              |
| 151                              | Amanda Miller (USA)       | AB               |
| 152                              | Mia Manganello (USA)      | 56e              |
| 153                              | Beth Ann Orton (USA)      | 75e              |
| 154                              | Nina Marie Laughlin (USA) | AB               |
| 155                              | Mandy Heintz (USA)        | 42e              |
| 156                              | Breanne Nalder (USA)      | 74e              |
| Directeur sportif : Dave Harward |                           |                  |

| Astana Women's ASA               | Astana Women's ASA                 | Astana Women's ASA |
| -------------------------------- | ---------------------------------- | ------------------ |
| Num                              | Coureur                            | Pos                |
| 161                              | Sofia Beggin (ITA)                 | AB                 |
| 162                              | Natalya Saifutdinova (KAZ)         | 45e                |
| 163                              | Ingrid Drexel (MEX)                | 16e                |
| 164                              | Arianna Fidanza (ITA)              | AB                 |
| 165                              | Carolina Rodriguez Gutierrez (MEX) | 40e                |
| Directeur sportif : Aldo Piccolo |                                    |                    |

| Sélection nationale colombienne ASA  | Sélection nationale colombienne ASA | Sélection nationale colombienne ASA |
| ------------------------------------ | ----------------------------------- | ----------------------------------- |
| Num                                  | Coureur                             | Pos                                 |
| 171                                  | Lorena Vargas (COL)                 | 49e                                 |
| 172                                  | Cristina Sanabria (COL)             | 34e                                 |
| 173                                  | Adriana Tovar (COL)                 | 44e                                 |
| 174                                  | Jessica Parra (COL)                 | 51e                                 |
| 175                                  | Natalia Franco (COL)                | AB                                  |
| 176                                  | Manuela Escobar (COL)               | 78e                                 |
| Directeur sportif : Gustavo Carrillo |                                     |                                     |

Source,.